# Unsleben
Unsleben – miejscowość i gmina w Niemczech, w kraju związkowym Bawaria, w rejencji Dolna Frankonia, w regionie Main-Rhön, w powiecie Rhön-Grabfeld, wchodzi w skład wspólnoty administracyjnej Heustreu. Leży w Grabfeldzie, około 6 km na północny wschód od Bad Neustadt an der Saale, nad ujściem rzeki Els do Streu, przy drodze B19 i linii kolejowej Schweinfurt – Eisenach.

## Demografia
| Rok  | Liczba mieszk. |
| ---- | -------------- |
| 1970 | 1.016          |
| 1987 | 871            |
| 2000 | 950            |
| 2005 | 960            |

## Oświata
(na 1999)

W gminie znajduje się 50 miejsc przedszkolnych (z 54 dziećmi) oraz szkoła podstawowa z częścią Hauptschule.